# Honkyoku

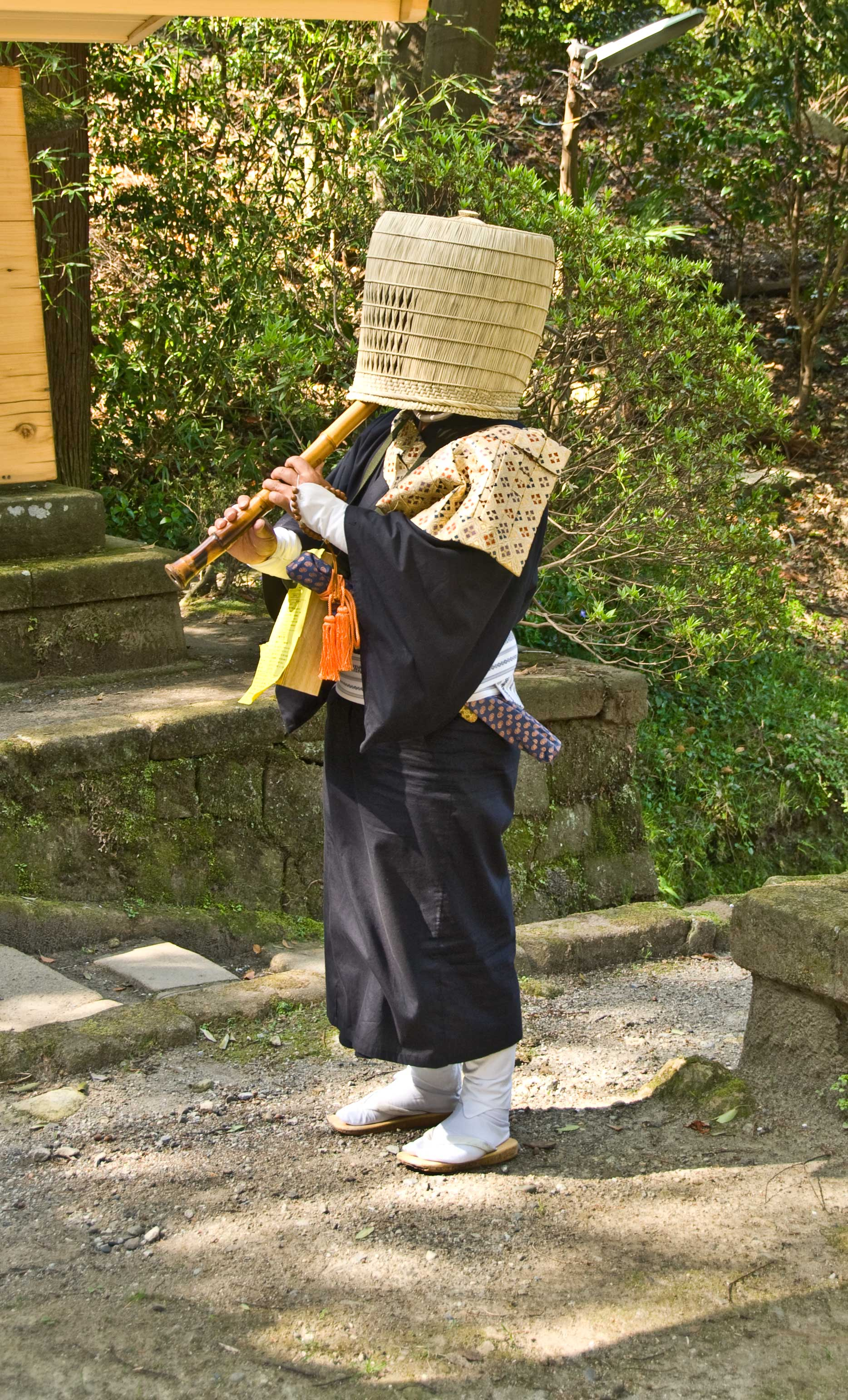
Monje komusō.

Honkyoku (本曲, "piezas originales") son las piezas de música para shakuhachi recopiladas en el siglo XVIII por un komusō de la secta japonesa Fuke, Kinko Kurosawa.

## Historia
Se creía que estas piezas fueron interpretadas por los miembros de Fuke, que era una secta japonesa de samuráis sin maestro (rōnins) autodenominados komusō "monjes laicos de la no dualidad y la vacuidad" (vacuidad en el sentido de Sunyata). Según el japonólogo Torsten Olafsson:

«Habiéndose convertido en samuráis sin amo en una época de paz y habiendo tenido que unirse a los grupos cada vez mayores de mendigos que tocaban la flauta para sobrevivir, como los komo-sō:, esos rōnin ya no disfrutaban de los privilegios y la relativa seguridad de pertenecer a cualquier familia u hogar común que pudiera ser inspeccionado, aprobado y registrado cada año bajo el nuevo Sistema Danka; como resultado, en 1640 se organizaron como miembros sinceros de una especie de "nuevo" movimiento budista nativo que tocaba el shakuhachi.»

Se cree que después del aplastamiento de la revuelta de rōnins alrededor de Shimabara, Tokugawa Bakufu ordenó rastrear y castigar a todos los creyentes cristianos católicos que quedaban escondidos en el país, incluso quitándoles la vida si no rechazaban y renunciaban a su fe ajena. Los komusō necesitaban con urgencia vincular su movimiento religioso con el budismo zen de manera oficial para sobrevivir a la nueva oficina de inspección de todas las sectas. Por esa razón, los komusō falsificaron e inventaron documentos (Kyotaku Denki) que los vinculaban con un mítico maestro chino Chan (Zen) Fuke Zenji del siglo IX para poder ser reconocidos por la oficina de inspección de todas las sectas como una secta budista zen legítima. Esto les permitiría lograr una aceptación respetuosa, independencia y posibles privilegios legales seguros. 
Los komusō no eran monjes budistas zen y no existe ninguna evidencia documental de ninguna "afiliación" sólida entre la llamada secta Fuke y la institución zen Rinzai del período Edo, por lo tanto, el Honkyoku no son piezas originales de música budista zen compuestas o interpretadas por monjes zen budistas en estado de iluminación sino que fueron piezas compuestas por rōnins (ex samuráis) autollamados komusō que tenían una sincera afición por el budismo zen. Tampoco hay evidencia de que los komusō tocaran Honkyoku para lograr la iluminación y pedir limosnas en el siglo XIII, ya que aparecieron por primera vez en 1640. Los komusō son diferentes de los anteriores Komo-so (monjes de paja) de principios del siglo XVII que tocaban el hitoyigiri (una flauta precursora del shakuhachi) y practicaban el budismo de la tierra pura o el nenbutsu. De hecho, los japonólogos Deeg y Olafsson demostraron muy bien que el Kyotaku Denki era una tapadera inventada por uno o más ideólogos y narradores komusō de mediados del siglo XVII.
La secta Fuke que originó esta práctica dejó de existir en el siglo XIX, después de lo cual se formaron varias escuelas de shakuhachi. La tradición oral y escrita del Honkyoku continúa hoy, aunque la música ahora con frecuencia se practica en un arreglo de concierto. Desde 1950 el Honkyoku es parte de la práctica de suizen (吹禅, "meditación soplando"). Fue en 1950 cuando por primera vez el término "suizen" fue concebido como "Sui-teki shugyo" por el 32.° Kyōto Myōan-ji 'Kansu', 看首, "supervisor", "director", Rodō Genkyō.
Existen muchos ryū o escuelas de Honkyoku cada una de ellas con su estilo, énfasis y métodos pedagógicos.

## Kinko Ryū
En el siglo XVIII un komusō llamado Kinko Kurosawa de la secta Fuke recibió el encargo de viajar a Japón y recoger estas composiciones musicales. Aunque comúnmente se piensa que las 36 piezas del repertorio Kinko Ryū Honkyoku fueron recogidas e interpretadas por Kinko Kurosawa. Estas obras fueron modificadas significativamente y codificadas por las generaciones posteriores, entre las que se encuentran Miura Kindo y otros.
1. Hifumi - Hachigaeshi no Shirabe
2. Taki-ochi no Kyoku (Taki-otoshi no Kyoku)
3. Akita Sugagaki
4. Koro Sugagaki
5. Kyūshū Reibo
6. Shizu no Kyoku
7. Kyō Reibo
8. Mukaiji Reibo
9. Kokū Reibo
10. a) Ikkan-ryū Kokū kaete, b) Banshikichō
11. Shin no Kyorei
12. Kinsan Kyorei
13. Yoshiya Reibo
14. Yūgure no Kyoku
15. Sakae-jishi
16. Uchikae Kyorei
17. Igusa Reibo
18. Izu Reibo
19. Reibo-nagashi
20. Sōkaku Reibo
21. Sanya Sugagaki
22. Shimotsuke Kyorei
23. Meguro-jishi
24. Ginryū Kokū
25. Sayama Sugagaki
26. Sagari-ha no Kyoku
27. Namima Reibo
28. Shika no Tōne
29. Hōshōsu
30. Akebono no Shirabe
31. Akebono Sugagaki
32. Ashi no Shirabe
33. Kotoji no Kyoku
34. Kinuta Sugomori
35. Tsuki no Kyoku
36. Kotobuki no Shirabe

Al menos tres piezas adicionales fueron añadidas posteriormente al repertorio Kinko-Ryu:
1. Kumoi Jishi
2. Azuma no Kyoku
3. Sugagaki